# ساردین برزیلی
ساردین برزیلی (نام علمی: Sardinella brasiliensis) نام یک گونه از سرده ساردینچه‌ها است.